# B.B.S.Sugarlight
B.B.S.Sugarlight, född 2 juli 2009 i Västerås i Västmanlands län, död 15 maj 2024 i Norge, var en svensk varmblodig travhäst. Han exporterades till Norge 2010 och tränades där av amatörtränaren Fredrik Solberg. Han kördes oftast av Peter Untersteiner.
B.B.S.Sugarlight tävlade åren 2012–2019, och sprang in 9,5 miljoner kronor på 116 starter varav 26 segrar, 21 andraplatser och 14 tredjeplatser. Han tog karriärens största segrar i Olympiatravet (2015), Oslo Grand Prix (2015) och Grote Prijs der Giganten (2016, 2017). Han har även kommit på andraplats i Jubileumspokalen (2014) och Hugo Åbergs Memorial (2015).
Han deltog i Elitloppet två gånger (2015, 2016), med en femteplats i finalen 2015 som bästa resultat.

## Karriär

### Tidig karriär
B.B.S.Sugarlight debuterade den 29 mars 2012. Han tog första segern redan i debutloppet. Därefter följde en strulig period med ett flertal diskvalifikationer för galopp och orent trav.
Han fick sitt stora genombrott under 2014, då han började köras av kusken Peter Untersteiner. Tillsammans blev de snabbt ett framgångsrikt ekipage, med sex raka segrar mellan januari och maj 2014. Fyra av segrarna togs dessutom inom V75, bland annat segrade de i Klass I-finalen den 29 mars 2014 på Solvalla.
Framgångarna fortsatte under sommaren 2014. Den 13 juli 2014 segrade han i Anders Jahres Pokallopp. Han kom tvåa i Jubileumspokalen den 20 augusti 2014, slagen med en halv längd av den norska rivalen Support Justice.

### Tiden i världseliten

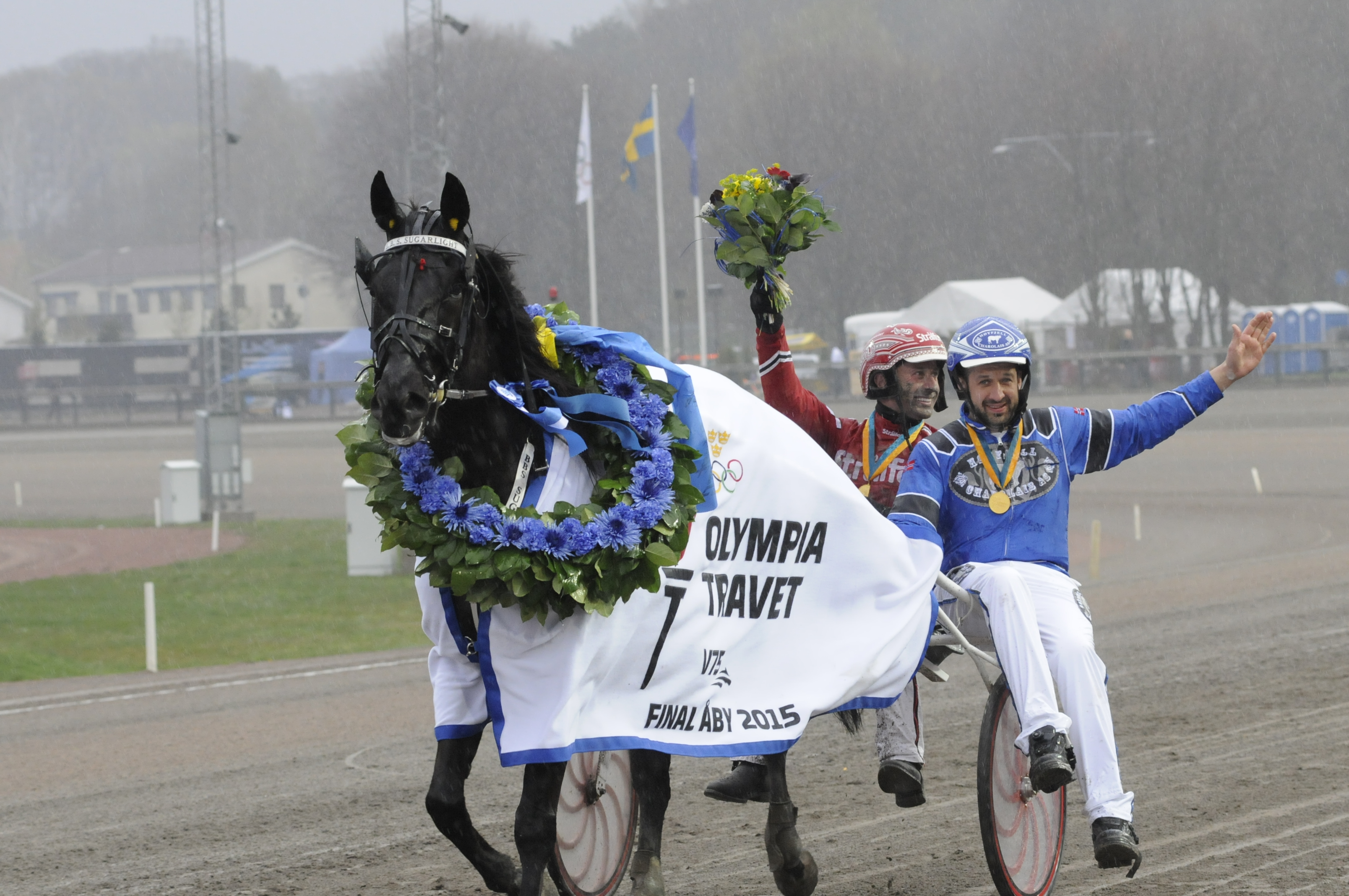
B.B.S.Sugarlight efter segern i Olympiatravet den 25 april 2015.

Under 2015 slog sig B.B.S.Sugarlight på allvar in i världseliten, och kom att springa in 4,6 miljoner kronor på 13 starter under året.
Den 25 april 2015 segrade han i finalen av Olympiatravet på Åbytravet. Han ledde loppet från start till mål och segrade med tre och en halv längd på rekordsnabba tiden 1.10,7. Efter den imponerande segern blev han inbjuden till 2015 års upplaga av Elitloppet. Den 31 maj 2015 gick Elitloppet av stapeln. Han slutade trea i försöksloppet och kvalificerade sig därmed för finalloppet som kördes senare under samma eftermiddag. I finalen slutade han femma. Han var dock tillbaka i vinnarcirkeln redan i nästa start, då han segrade i Norges största travlopp Oslo Grand Prix den 14 juni 2015 på hemmabanan Bjerke Travbane. Sommaren 2015 deltog han i flera storlopp, och kom på andraplats i Hugo Åbergs Memorial och på tredjeplats i Åby Stora Pris. Under hösten 2015 reste han till USA för att starta i VM-loppet International Trot, där han kom femma.
Han inledde 2016 med en seger i Gulddivisionen den 9 april. Nästa start blev Olympiatravet, där han startade som titelförsvarare och favoritspelad. Han lyckades inte försvara titeln utna slutade på fyra efter att även ha galopperat i starten av loppet. Den 29 maj 2016 deltog han i Elitloppet för andra gången i karriären, men denna gång tog han sig inte vidare till final utan slutade femma i försöket. Efter Elitloppet deltog han i Oslo Grand Prix för andra året i rad, men lyckades inte försvara segern från föregående år utan kom på femteplats. Han var tillbaka i vinnarcirkeln den 26 juni 2016 då han segrade i Kalmarsundspokalen. Den 10 september 2016 satte han nytt banrekord på Hagmyren efter att ha segrat på tiden 1.10,7 över 1640 meter med autostart i E.J.:s Guldsko. Den 13 november 2016 segrade han i Nederländernas största lopp Grote Prijs der Giganten, som kördes på Victoria Park Wolvega.

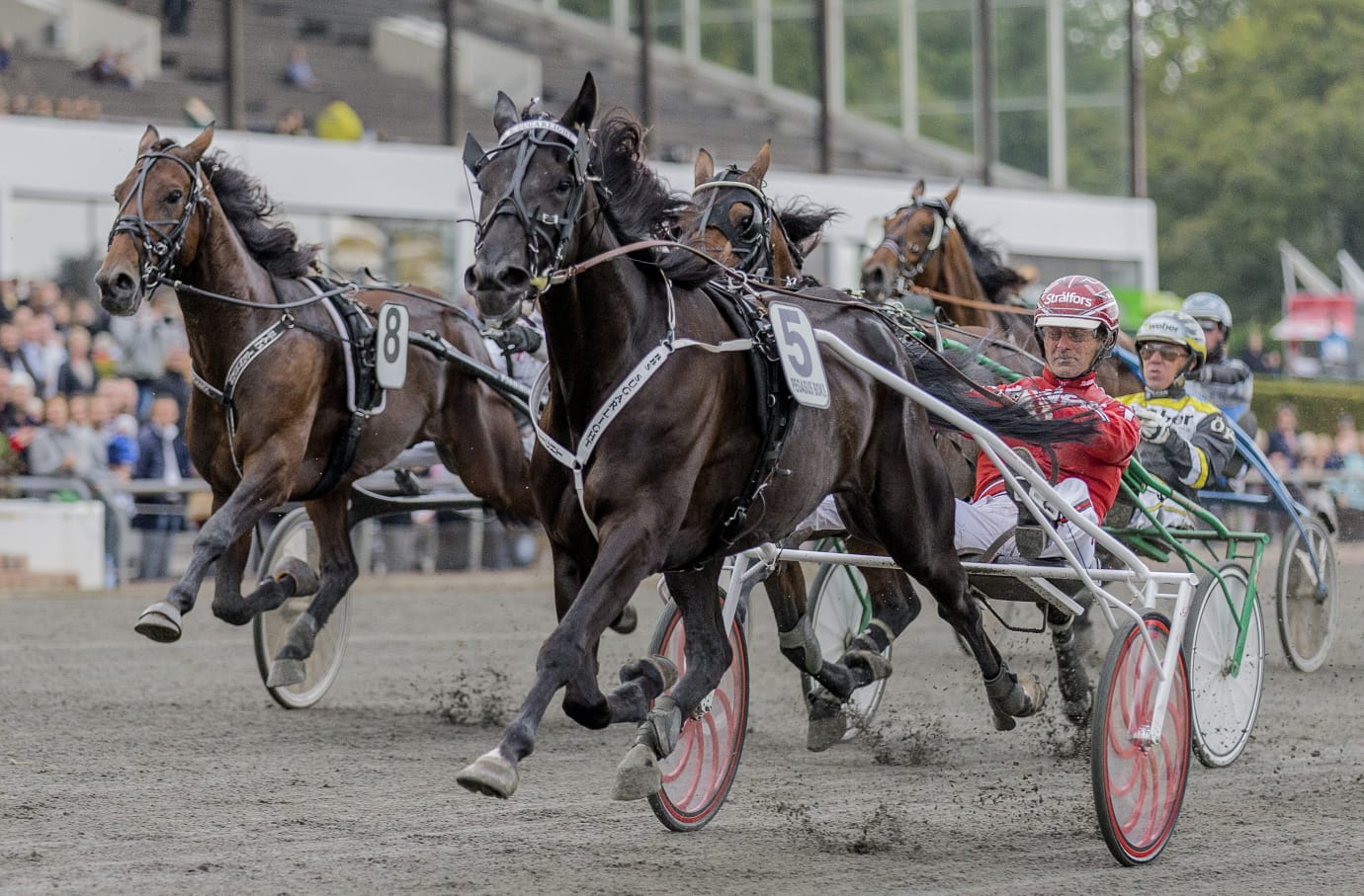
B.B.S.Sugarlight och Peter Untersteiner över upploppet, mars 2015.

Säsongen 2017 årsdebuterade han den 18 mars 2017 med en andraplats i ett lopp på Momarken Travbane. Årets första seger kom den 25 juni 2017 då han försvarade sin seger i Kalmarsundspokalen från föregående år. I detta lopp kördes han för första gången av Kevin Oscarsson. Den 15 juli 2017 deltog ekipaget även i Årjängs Stora Sprinterlopp, där de slutade på femteplats. Peter Untersteiner var tillbaka i sulkyn den 18 augusti 2017, då de startade i Åby Stora Pris och tog de en tredjeplats i Heat A men slutade oplacerade i Heat B. Den 12 november 2017 segrade han för andra året i rad i det nederländska storloppet Grote Prijs der Giganten.
Han gjorde karriärens 100:e start den 9 december 2017 på Åbytravet i loppet Legolas Minne, som ingick som ett försökslopp av Gulddivisionen. Han kördes av kusken Vidar Hop och slutade på fjärdeplats.

### Slutet av karriären
B.B.S.Sugarlight gjorde sin sista fulla säsong 2018. Han inledde året med att den 10 januari 2018 starta i ett montélopp på Solvalla tillsammans med ryttaren Kristine Kvasnes. Han slutade på andraplats i denna montédebut. Den 17 mars 2018 startade han i Steinlagers Äreslöp på Momarken Travbane, och slutade där tvåa bakom vinnande Sir Ratzeputz. Denna andraplats innebar att han passerade 9 miljoner kronor insprunget under karriären.
I slutet av april 2019 meddelade tränare Fredrik Solberg att B.B.S.Sugarlight slutar tävla. Sista starten blev på Jägersro den 12 januari 2019 med Peter Untersteiner i sulkyn, där han slutade oplacerad.

### Död
B.B.S.Sugarlight avlivades den 15 maj 2024 efter en tids sjukdom.